# Bătălia de la Nördlingen

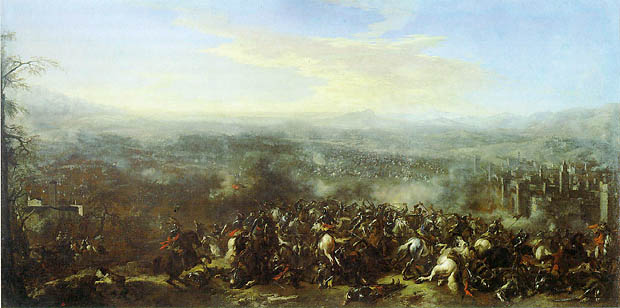
Bătălia de la Nördlingen

Bătălia de la Nördlingen a avut loc la data de 6 septembrie 1634 în timpul războiului de treizeci de ani și s-a terminat cu victoria trupelor imperiale habsburgice împotriva trupelor protestante germane și suedeze, ea fiind urmată de pacea de la Praga și de intervenția Franței care a dus la capitolul cel mai sângeros din acest război religios. După Bătălia de la Nördlingen, singurul dezastru militar al Suediei, sentimentul pro-suedez în rândul statelor germane s-a diminuat considerabil.